# Gira gira/Uomo bambino
Gira gira/Uomo bambino è il secondo singolo di Paola Tedesco pubblicato da La voce del padrone nel 1975.

## Descrizione
Entrambi i brani sono scritti da Bruno Lauzi, composti da Pippo Baudo e Caruso, arrangiati da questo ultimo – di cui, è anche la direzione orchestrale – e cantati da Paola Tedesco.
Il brano sul lato A (del disco) è un ballo eseguito dalla stessa Tedesco, nel programma televisivo Un colpo di fortuna.

## Tracce

### Lato A
1. Gira gira (da Un colpo di fortuna) – 3:40

### Lato B
1. Uomo bambino – 3:10